# Sigurd Jarlsson

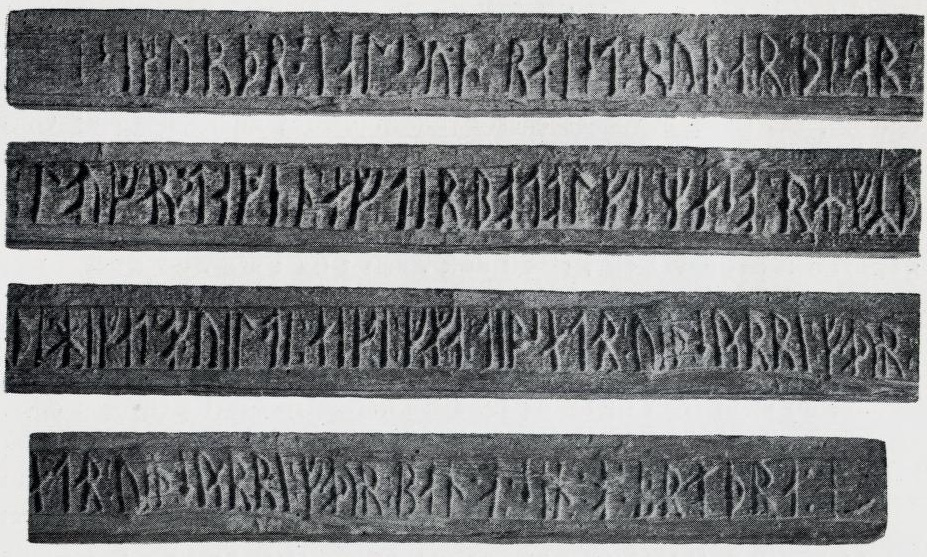
Inscripción rúnica relacionada con Sigurd Jarlsson en la Iglesia de Vinje kirke.

Sigurd Jarlsson, también Sigurd Erlingsson (c. 1168-c. 1203) fue un noble noruego opositor a la corona de Sverre I de Noruega durante las guerras civiles. Era hijo ilegítimo de Erling Skakke y de Asa den Lyse (n. 1130), por lo tanto medio hermano del rey Magnus V de Noruega. Tanto Erling como Magnus fueron asesinados por los hombres del rey Sverre Sigurdsson, y debido a la muerte de su padre y hermano, Sigurd buscaba venganza. 
Sigurd se unió en otoño de 1193 al grupo rebelde  Eyjarskeggjar y posteriormente a la facción bagler en 1196 junto a otros prominentes nobles como el obispo Nicholas Arnesson y Reidar Sendemann, apoyando las reivindicaciones reales de Inge Magnusson. Viken y  Opplandene fueron el principal apoyo de Inge. En 1197, Sigurd mató al hermano del rey Sverre, Hide, en Tønsberg. En 1199 Sigurd también participó en la batalla de Strindfjorden en Amborneset junto al obispo Nicholas, donde los birkebeiner del rey Sverre derrotaron al ejército bagler. 
La última cita sobre Sigurd aparece acompañando a Inge Magnusson en 1201 con un gran ejército en el campo de batalla, desapareciendo de las fuentes históricas posteriores. Sigurd aparece en esas fuentes históricas como un hábil líder político y militar, y en la saga de Sverre podemos leer que «fue a ser un hombre sabio».